# Honerdingen
Honerdingen ist ein Ortsteil der Stadt Walsrode im niedersächsischen Landkreis Heidekreis.

## Lage
Honerdingen liegt 2 km östlich der Stadt Walsrode an der Bundesstraße 209. Der Ortsteil Meinerdingen grenzt südlich an Honerdingen. Der Ortsteil Tietlingen liegt 4 km nordwestlich an der Stadtgrenze zu Bad Fallingbostel. Die Gesamtfläche beträgt 8,5 km² bei ca. 900 Einwohnern. Honerdingen grenzt an das Gebiet der ehemaligen Gemeinde Bomlitz und an die Stadt Bad Fallingbostel.
Honerdingen liegt südlich des Böhmeknies, in dem der südwestlich gerichtete Fluss kurz nach Nordwesten ausholt und teilweise die Grenze zur ehemaligen Gemeinde Bomlitz bildet. Dieser mittlere Talabschnitt der Böhme ist enger eingeschnitten als die anderen Flüsse der Südheide. Der einstige von zahlreichen Quellgerinnen zerschnittene steile Abhang des Böhmetals „Honerdinger Schweiz“ ist dem Sandabbau zum Opfer gefallen. Südlich von Meinerdingen fließt der Steinförthsbach durch das Landschaftsschutzgebiet Röhrsmoor nach Westen. Außerdem verläuft westlich von Honerdingen und Meinerdingen eine heute verlassene ältere Talung mit anmoorigen Wiesen, die die Linie des Warnautales über die Böhme und den Steinförthsbach hinweg nach Süden fortsetzt.

## Geschichte
Der Ortsname Honerdingen und auch die Namen der beiden Ortsteile Meinerdingen und Tietlingen leiten sich aus alten germanischen Sippschaftsnamen ab. Orte, die auf -ingen, enden, kommen in der Region recht häufig vor.

### Frühe Historie

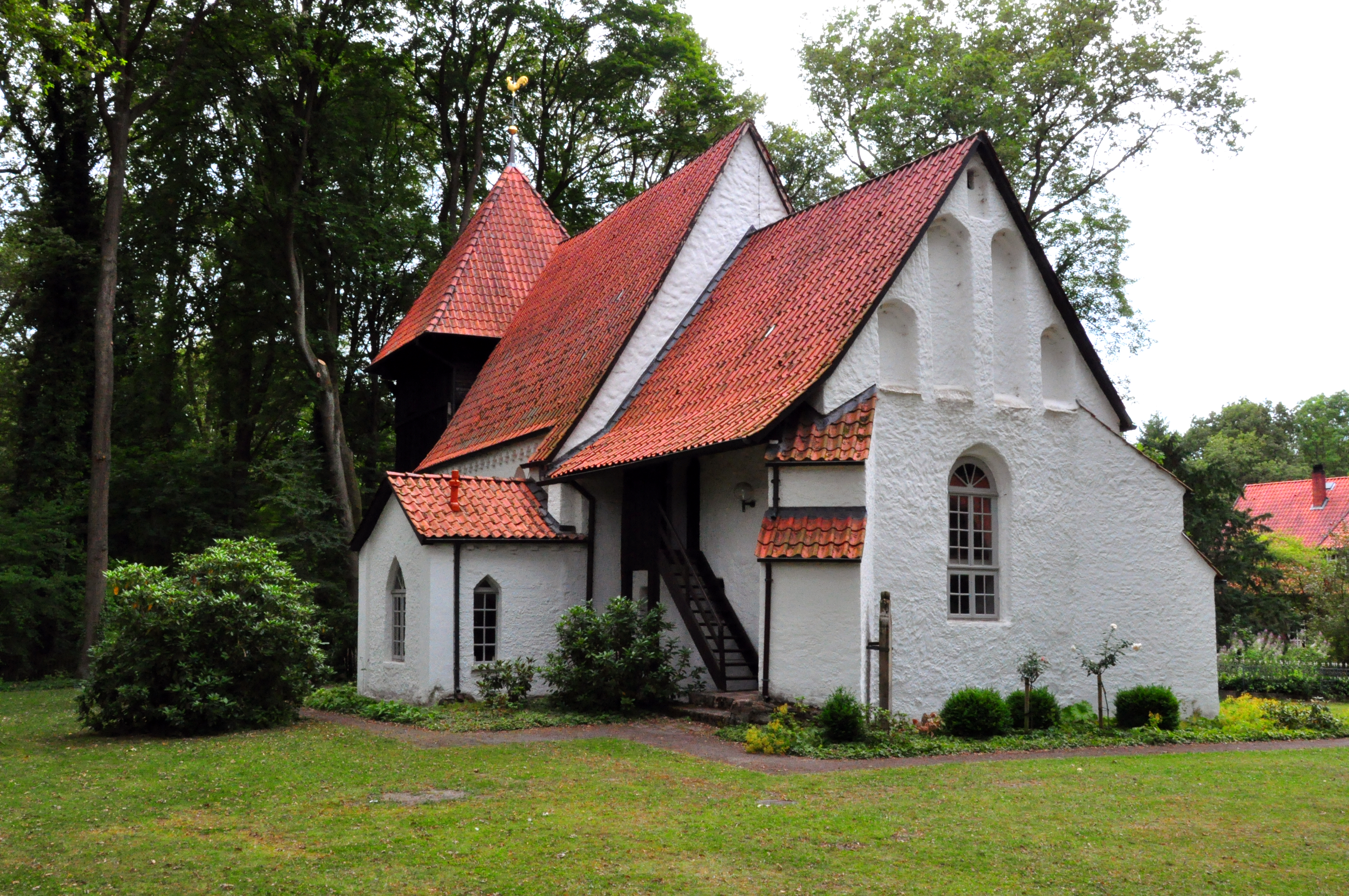
St.-Georg-Kirche zu Meinerdingen

Die adligen Gebrüder Wedekind und Ludinger von Garßenbüttel und ihres Vatersbruders Sohn Johann von Garßenüttel schenkten im Dezember 1269 dem Kloster Walsrode für die Aufnahme Wedekind's Tochter im Kloster die Kirche in Meinerdingen. Dazu findet sich im Lüneburger Urkundenbuch die Abschrift der Beurkundung.
Schon in dieser Zeit war die St.-Georg-Kirche zu Meinerdingen eine Pfarrkirche. Neben ihrer authentischen Form und den verschiedenen Umbauten in allen Zeitepochen, ist ihre Lage abseits am südlichen Dorfrand von Meinerdingen eher ungewöhnlich. Baugeschichtlich datiert der kleine Saalbau auf den Anfang des 13. Jahrhunderts. Etwa hundert Jahre später – dendrochronologische Untersuchungen des Bauholzes belegen einen Zeitrahmen von 1377 bis 1387 – wurden Erweiterungsbauten (Saalerhöhung, Chor, Gewölbe) vorgenommen und der hölzerne Glockenturm erbaut.
Meinerdingen wurde um 1220 in einem Lehnsregister als Meinerdin erwähnt. Um 1270 bis in das 14. Jahrhundert auch Meynerdinge genannt. Die Edelherren von Meinersen waren hier begütert. Sie gaben um 1220 den Zehnt im Ort als Lehen an Gebhard von Meinerdingen. Für Honerdingen und Tietlingen gibt es erste Erwähnungen in Urkunden und Besitzstandverzeichnissen im 14. Jahrhundert.
Die heute zu Walsrode und bis 2019 zu Bomlitz gehörenden Dörfer Uetzingen, Elferdingen und Wenzingen auf der gegenüberliegenden, nördlichen Seite der Böhme gehörten noch im 18. Jahrhundert zur Bauerschaft Honerdingen. Diese Bauerschaft wurde 1810 wegen einer neuen Grenzziehung, die nach der Besetzung des Kurfürstentums Hannover durch französische Truppen vorgenommen wurde, in Honerdingen links der Böhme und Honerdingen rechts der Böhme geteilt. Erst ein Jahrhundert später, im Jahr 1912, erhielt Honerdingen rechts der Böhme den Namen Gemeinde Uetzingen.

### Geschichte im 20. Jahrhundert
Genau auf der Grenze zwischen Honerdingen und Meinerdingen wurde in den 1950er Jahren das Gemeindebüro/Feuerwehrhaus errichtet. Am 1. März 1974 wurde die bis dahin eigenständige Gemeinde Honerdingen der Stadt Walsrode eingegliedert.
Die Postleitzahlen der Gemeinde Honerdingen:
- 1941–1961: (20a) Honerdingen Post Walsrode
- 1961–1974: 3030 Honerdingen Post Walsrode
- 1974–1993: 3030 Walsrode 1
- seit 1993: 29664 Walsrode

Ein eigenes Postamt hatte es in Honerdingen jedoch nie gegeben. Die Ortschaft Tietlingen wurde bis Oktober 2020 postalisch über Bad Fallingbostel versorgt.

### Neubaugebiet
In der Zeit zwischen 1960 und 1980 wurden etliche innerörtliche Baulücken geschlossen. Die Orte Honerdingen und Meinerdingen sind zwischenzeitlich zusammengewachsen.
Zu Beginn des 21. Jahrhunderts wurde das Neubaugebiet „Wilhelm-Asche-Weg“ erschlossen. Es befindet sich nördlich der Bundesstraße 209 zwischen der „Bomlitzer Straße“ und der „Uetzinger Straße“ und ist das größte zusammenhängende Baugebiet der Ortsgeschichte. Inzwischen ist es komplett bebaut. Im Jahre 2007 wurde das Neubaugebiet „An der Sandkuhle“ auf dem Gelände des ehemaligen Kalksandsteinwerks im Norden von Honerdingen erschlossen. Es grenzt direkt an die Bahnstrecke Walsrode–Soltau. 2020 wurde die Erschließung des Neubaugebiets „Vor dem Balken II“ umgesetzt, dass sich nördlich zwischen Bomlitzer Straße und Grüner Weg an die bestehende Bebauung anschließt.

## Politik
Ortsvorsteher ist Cord Bergmann.

## Kultur und Sehenswürdigkeiten

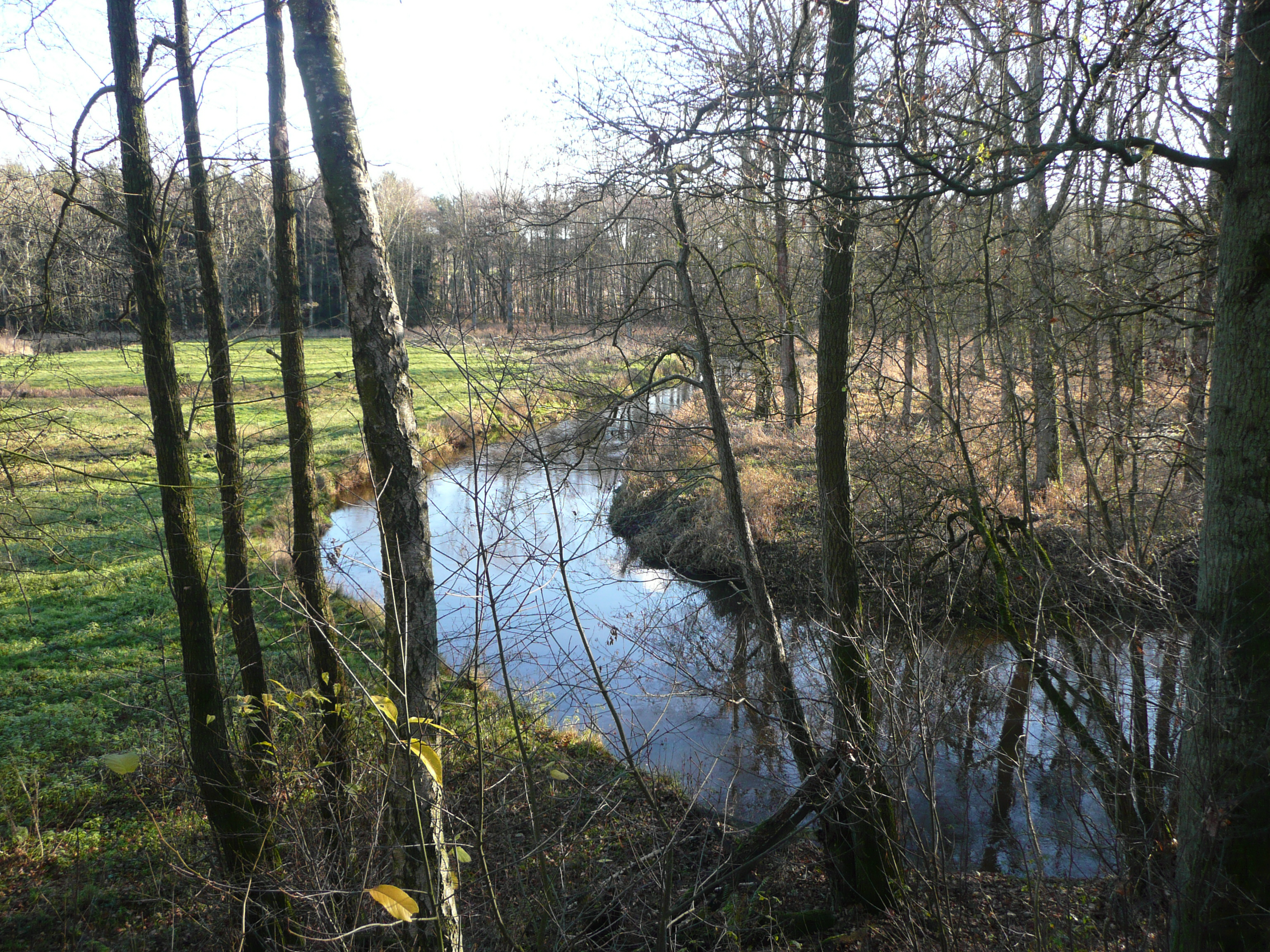
Die Böhme bei Honerdingen

- St.-Georg-Kirche zu Meinerdingen (ev.-luth.)[7]
- Naturschutzgebiet Wacholderhain Tietlingen (14 ha; seit 1951) mit Gedenkstätte des Heidedichters Hermann Löns[8]
- Golfplatz südlich dieses Naturschutzgebiets

Die Freiwillige Feuerwehr Honerdingen wurde 1938 gegründet. Heute verfügt sie über ein modernes Feuerwehrhaus und eine aktive Jugendfeuerwehr, eine Kinderfeuerwehr, die „Honerdinger Löschbären“ sowie einen Spielmannszug.
Der Schützenverein Honerdingen-Meinerdingen e. V. wurde 1912 gegründet, hat seine ersten Wurzeln jedoch schon in einer historischen Schützengilde.
Für die Erhaltung der Kirchengemeinde Meinerdingen gibt es die Stiftung „Lebendiges Meinerdingen“.

## Wirtschaft und Infrastruktur
Seit 2004 verfügt Honerdingen über ein Gewerbegebiet. Es liegt östlich von Honerdingen an der Kreisstraße K135. Erste Gewerbebetriebe haben sich bereits niedergelassen. Im Juli 2010 ging eine Photovoltaikanlage mit 1870 kW Leistung im nordwestlichen Teil des Gewerbegebiets in Betrieb. Es ist derzeit die größte Anlage dieser Art in der Vogelpark-Region.
Honerdingen liegt an der Bundesstraße 209. In der Ortsmitte zweigt in Richtung Süden die Dorfallee ab, deren Verlängerung über Meinerdingen bis nach Düshorn führt. Nördlich davon zweigt die Bomlitzer Straße ab. Im Jahre 2004 hat Honerdingen eine Ortsumgehung erhalten. Seitdem zweigt östlich von Honerdingen die neue Kreisstraße 135 (Uetzinger Straße) in Richtung Norden nach Uetzingen ab. Die Ortschaften Honerdingen und Meinerdingen haben ihre größte Bebauungsausdehnung in Nord-Süd-Richtung. Den Ortsteil Tietlingen erreicht man von Honerdingen über einen befestigten Wirtschaftsweg (Tietlinger Weg).
Der nächste Bahnhof ist der an der Strecke Buchholz in der Nordheide-Hannover gelegene Bahnhof Walsrode der Heidebahn. Er liegt 4,5 km westlich von Honerdingen. An der Bahnstrecke gab es bis in die 1970er Jahre im Gemeindegebiet einen Haltepunkt mit dem Namen Honerdingen.